# Hadena ficklini
Hadena ficklini là một loài bướm đêm trong họ Noctuidae.